# موتور احمد افشار (أرزوئية)
موتور احمد افشار (بالإنجليزية: Mowtowr-e Ahmad Afshar)‏ هي منطقة سكنية تقع في إيران في Arzuiyeh Rural District. يقدر عدد سكانها بـ 23 نسمة .